# Jorge Velasco y Félix
Jorge Velasco y Félix es un abogado, editor, periodista y funcionario público mexicano.

## Antecedentes académicos y laborales
Jorge Velasco es licenciado en Derecho por la UNAM. Trabajó en el diario Excelsior de 1955 a 1964, donde ocupó diversos cargos directivos. Fue uno de los fundadores de la edición del mediodía del diario El Sol de México, así como de las empresas Editorial Meridiano y de Editores Asociados Mexicanos (Edamex). En la industria editorial se ha desempeñado como director general de la Compañía General de Ediciones, como director del Grupo Editorial Vid y como director de la Agencia Promotora de Publicaciones del Grupo Milenio.

## Otros cargos y reconocimientos
Fue presidente del Consejo Directivo de la Cámara Nacional de la Industria Editorial Mexicana (CANIEM). Es conocido por haber concebido, promovido y fundado el proyecto "Un paseo por los libros" en el Pasaje Zócalo-Pino Suárez del Metro de la Ciudad de México. Como abogado, fue también promotor de la Ley Federal de Derecho de Autor vigente en México, así como del Centro Mexicano de Protección y Fomento del Derecho de Autor. Ha sido galardonado con el Premio al Mérito Gremial 1995, que otorga la CANIEM, y con el Premio Nacional Juan Pablos 2000 al Mérito Editorial. Fue director de la Comisión Nacional de Libros de Texto Gratuitos de 2000 a 2006.